# Диффузионная сварка
Диффузионная сварка  — сварка за счёт взаимной диффузии  на атомарном уровне  свариваемых поверхностей деталей.
Этим видом сварки производится полуавтоматическая, автоматическая в различных пространственных положениях, чёрных и цветных металлов и сплавов широкого диапазона толщин.

## История
Процесс диффузионной сварки в вакууме был разработан в  1953 году Н. Ф. Казаковым.

## Сущность
Определения и сущность диффузной сварки описаны в ГОСТ 19521-74.
Диффузионная сварка производится  воздействием давления и нагревом свариваемых деталей в защитной среде. Перед сваркой поверхность  детали обрабатывают по 6 классу шероховатости и промывают для обезжиривания ацетоном.
Температура нагрева составляет 0,5 – 0,7 от температуры расплавления металла свариваемых  деталей. Высокая температура обеспечивает большую скорость диффузии и большую пластичность деформирования металла. При недостаточной диффузии в сварке используют металлические прокладки (фольга из припоя ВПр7 толщиной 0,1 – 0,06 мм.) или порошок (фтористый аммоний), прокладываемые в месте сварки. Перед сваркой фольгу приваривают к поверхности одной из деталей с помощью контактной сварки. В процессе сварки прокладка расплавляется.
Процесс сварки осуществляется с использованием разных источников нагрева. В основном применяют индукционный, радиационный, электронно-лучевой нагрев, нагрев проходящим током, тлеющим разрядом или в расплаве солей.
Сварка протекает при давлении в камере – 10−2 мм.  рт. ст.  или в атмосфере инертного газа (иногда водорода).  Вакуум или защитная атмосфера предохраняет свариваемые  поверхности от загрязнения.
Сварка производится сжатием деталей с давлением  1 – 4 кгс/мм2. Давление, применяемое при способах сварки без расплавления материалов, способствует разрушению и удалению окисных плёнок и загрязнений на поверхности металла, сближению свариваемых поверхностей до физического контакта и эффективного атомного взаимодействия, обеспечению активации поверхностей для протекания диффузии и рекристаллизации. Различается сварка с высокоинтенсивным силовым воздействием (свыше 20 МПа) и сварка с низкоинтенсивным силовым воздействием (до 2 МПа).
Диффузионная сварка проходит в две стадии:
- сжатие свариваемых поверхностей, при котором все точки соединяемых материалов сближаются на расстоянии межатомных взаимодействий;
- формирование структуры сварного соединения под влиянием процессов релаксации.

## Недостатки
- необходимость вакуумирования рабочей камеры;
- тщательная подготовка и очистка свариваемых поверхностей.

## Преимущества
- диффузионная сварка не требует сварочных припоев, электродов;
- не нужна дополнительная механическая обработка свариваемых поверхностей;
- высокое качество сварного соединения;
- малый расход затрачиваемой энергии;
- широкий диапазон толщин свариваемых деталей – от  долей мкм, до нескольких метров.

## Оборудование
Для проведения диффузионной сварки выпускается оборудование, различаемое по степени вакуумирования: с низким вакуумом (до 10-2 мм рт. ст.), со средним вакуумом (10-3...10-5 мм рт. ст.), с высоким вакуумом (свыше 10-5 мм рт. ст.),  с защитным газом разной степени давления.
Для нагрева деталей применяют индукционный нагрев токами высокой частоты, электроконтактный нагрев током, радиационный нагрев электронагревателем.
В установках используют гидравлические или механические системы давления. Установки бывают с ручным управлением, полуавтоматические и автоматические с программным управлением. Автоматы применяются в крупносерийном или массовом производстве.